# Lilium kelleyanum
Lilium kelleyanum är en liljeväxtart som beskrevs av John Gill Lemmon. Lilium kelleyanum ingår i släktet liljor, och familjen liljeväxter. Inga underarter finns listade.